# Эсперия
Эсперия (итал. Esperia) — коммуна в Италии, располагается в регионе Лацио, подчиняется административному центру Фрозиноне.
Население составляет 4125 человек, плотность населения составляет 38 чел./км². Занимает площадь 108 км². Почтовый индекс — 03045. Телефонный код — 0776.
Покровителем коммуны почитается святой Клино , празднование в последнее воскресение мая.

## История
Согласно некоторым теориям, основание города было связано с разрушением римской колонии Interamna Lirenas. Первое исторически задокументированное присутствие человека датируется основанием нескольких монастырей с присоединенными районами аббатством Монтекассино в X веке.
Название Эсперия было выбрано в 1867 году, когда фракции Roccaguglielma и San Pietro слились в единый муниципалитет.
Во время Второй мировой войны Эсперия пострадала от массового изнасилования, совершенного после битвы при Монте-Кассино марокканскими колониальными войсками французского экспедиционного корпуса. Мэр Эсперии в то время сообщил, что в его городе 700 женщин из 2500 жителей были изнасилованы, в результате чего некоторые из них умерли.

## Достопримечательности
В церкви Санта-Мария-Маджоре и Сан-Филиппо-Нери хранится картина Таддео Цуккари и барельеф 1521 года. В барочной часовне Лауретана, посвященной Мадонне Ди Лорето, хранится деревянная Мадонна XVI века и несколько картин Луки Джордано.
Другие церкви включают San Pietro, San Donato, Santa Maria di Montevetro (с фресками XV века) и святилище Madonna delle Grazie XVI века, расположенное рядом с остатками замка, Santa Maria Maggiore в Монтичелли, San Francesco примыкает к Casa di Riposo, Santa Rosa находится в Badia di Esperia. От древнего монастыря San Pietro in Foresta, расположенного в Монтичелли, сегодня сохранилась только башня.
В 2006 году в местечке Сан-Мартино были обнаружены следы динозавров.